# Roger I de Carcassona
Roger I de Carcassona o Roger de Comenge, dit el Vell (? - ca. 1012), fou comte de Carcassona (957-1012).

## Orígens familiars
Fill primer d'Arnau I de Comenge i la seva muller, la comtessa Arsenda de Carcassona.

## Ascens al tron comtal
A la mort del seu pare, el 957, ell i el seu germà es repartiren els seus dominis, així Roger rebé el Comtat de Carcassona, el seu germà Odó, el Comtat de Rasès; Ramon i Ameli Simplici el Comtat de Comenge; i Garcia, la regió d'Aura.

## Núpcies i descendents
Es casà vers el 970 amb Adelaida de Melguèlh. D'aquesta unió tingueren:
- Ramon I de Carcassona, comte de Carcassona
- Bernat I de Foix (?-1038), comte de Foix, Bigorra i Coserans, casat el 1010 amb Garsenda de Bigorra
- Pere de Carcassona (?-1050), comte de Carcassona i Bisbe de Girona
- Ermessenda de Carcassona (?-1057), casada el 990 amb el comte de Barcelona Ramon Borrell[3]